# Hippocampe (lune)
Pour les articles homonymes, voir Hippocampe.
Hippocampe, officiellement Neptune XIV Hippocampe (désignation provisoire S/2004 N 1), est un satellite naturel de Neptune, le quatorzième objet de ce type connu et le septième parmi ses satellites internes, découvert en juillet 2013. C'est à cette date le plus petit satellite identifié de Neptune.

## Nom et désignation
Le satellite est officiellement baptisé Hippocampe, (en anglais Hippocamp,) le 20 février 2019, d'après les hippocampes de la mythologie grecque. Sa désignation provisoire, S/2004 N 1, signifie qu'il est le premier (1) satellite (S) de Neptune (N) découvert qui a été photographié pour la première fois en 2004. Le satellite reçoit sa désignation permanente, Neptune XIV, le 25 septembre 2018 dans la Minor Planet Circular no 111804.

## Historique

### Découverte
S/2004 N 1 a été découvert par Mark Showalter le 1er juillet 2013 grâce à 150 photographies prises par le télescope spatial Hubble entre 2004 et 2009 ; la découverte est annoncée le 15 juillet 2013.

## Caractéristiques physiques
Hippocampe est un petit satellite, de rayon estimé à moins de 20 km, ce qui en fait le membre le plus petit du système neptunien. Vu depuis la Terre, sa magnitude apparente atteint 26,3, ce qui signifie qu'il est 100 millions de fois moins lumineux que l'étoile la plus faible visible à l'œil nu.

### Composition

#### De surface
La surface d'Hippocampe est probablement un mélange de glace d'eau, de silicates et de matériaux sombres riches en carbone comme ses voisins (Protée, Despina, Thalassa...), en se basant sur sa couleur et son très faible albédo (~0.085).

### Géologie

#### Origine et histoire géologique
Les travaux de Mark R. Showalter et ses collaborateurs en 2019 suggèrent qu’Hippocampe s’est formé à partir de débris éjectés par l’impact géant qui a creusé le cratère Pharos sur Protée, le plus gros satellite intérieur de Neptune. Les simulations de dynamique orbitale montrent que les fragments produits ont pu retomber dans une orbite stable juste à l’intérieur de celle de Protée, où ils se sont agrégés pour former Hippocampe,.
À cause de son exposition continue aux micrométéorites et aux débris cométaires, Hippocampe a très probablement subi plusieurs cycles de fragmentation et de réaccrétion au cours des derniers milliards d’années. Ce « recyclage » expliquerait sa forme globalement sphérique malgré sa petite taille.

#### Morphologie de surface
Par analogie avec les autres petits satellites intérieurs, on suppose l’existence d’un régolithe fin, formé par l’accumulation de poudre de glace et de silicates broyés lors des impacts.

#### Structure interne
En se basant sur une densité supposée de ~1,3 g/cm3 et la comparaison avec Protée, Hippocampe pourrait présenter une porosité interne importante (20–40 %), signe d’un assemblage de blocs plutôt que d’un corps monolithique.

## Orbite
Hippocampe orbite autour de Neptune à environ 105 300 km en presque 22 heures et 50 minutes, ce qui le place entre Larissa et Protée,.